# Joseph Lebourgeois
Joseph-Auguste Lebourgeois (* 23. Februar 1802 in Versailles; † März 1824 in Rom) war ein französischer Komponist.
Lebourgois hatte ersten Unterricht bei seinem Vater Jean-Jacques Lebourgeois (1741–1814), der Organist an der Kirche Notre-Dame in Versailles war, und bei Julian Mathieu, dem letzten maître de musique an der Chapelle royale. Am Conservatoire de Paris besuchte Lebourgeois die Klavierklasse und studierte Harmonielehre bei Victor Dourlen und Komposition bei Jean-François Lesueur.
1822 gewann er mit der Kantate Geneviève de Brabant, die im Oktober des Jahres in der Académie des Beaux Arts aufgeführt wurde, den Premier Grand Prix de Rome. Im März 1823 trat er seinen Aufenthalt in der Villa Medici in Rom an, wo er im Folgejahr überraschend im Alter von 22 Jahren starb. Er hinterließ eine Anzahl vokaler und instrumentaler Werke im Manuskript.
| Personendaten    | Personendaten               |
| ---------------- | --------------------------- |
| NAME             | Lebourgeois, Joseph         |
| ALTERNATIVNAMEN  | Lebourgeois, Joseph-Auguste |
| KURZBESCHREIBUNG | französischer Komponist     |
| GEBURTSDATUM     | 23. Februar 1802            |
| GEBURTSORT       | Versailles                  |
| STERBEDATUM      | März 1824                   |
| STERBEORT        | Rom                         |